# Dampiera cuneata
Dampiera cuneata är en tvåhjärtbladig växtart som beskrevs av Robert Brown. Dampiera cuneata ingår i släktet Dampiera, och familjen Goodeniaceae. Inga underarter finns listade i Catalogue of Life.